# Lyrická poezie
Lyrika je literární druh, který nemá děj, je to druh poezie vyslovující básníkovy pocity, jeho úvahy, myšlenky a nálady, upřednostňující monologické vyjádření v první osobě. Lyrika nezachycuje časovou následnost událostí, své téma rozvíjí v časově souběžných obrazech. Lyrika většinou neobsahuje děj, byť může obsahovat některé epické prvky jako jsou náznak děje, postava a prostředí.
Slovo „lyrika“ je odvozeno z řeckého pojmenování veršovaného zpěvu doprovázeného hrou na lyru (lyrika melé = lyrou doprovázené verše).

## Typy a žánry
Rozlišujeme lyrické typy např. lyriku intimní, kolektivní, přírodní, milostnou, vlasteneckou, náboženskou, reflexivní, tj. podle tematického hlediska.
Lyrické žánry jsou charakteristické útlumem dějovosti a orientací na pocity, názory, dojmy a prožitky v oblasti citových vztahů.

### Lyrické žánry
- píseň (popěvek) – Je žánr, ke kterému se řadí texty určené ke zpěvu i kratší básně, jež se vyznačovaly pravidelnou stavbou, rytmem a výrazným rýmem. Dělíme na dva druhy lidovou píseň (píseň, u které není znám její původní autor) a píseň umělou.
- óda – Rozsáhlejší oslavná báseň, která oslavuje hrdinu, předmět, osobu, vlast, moudrost, lásku atd. (Óda na radost).
- hymnus – Slavnostní píseň (druh ódy) na počest bohů a jejich činů, bývá zpravidla menšího rozsahu než óda a zaměřuje se hlavně na velká témata (národ, vlast).
- elegie (žalozpěv) – truchlivá báseň vyjadřující smutek, tématem je ztráta někoho či něčeho, co je člověku drahé; vyjadřuje smutek například nad smrtí nebo nespravedlivým osudem.
- epigram – krátká satirická báseň, ve které autor stručně a pádně vyjadřuje svůj úsudek o nějaké osobě, události a jevech (nejvýznamnější Karel Havlíček Borovský)
- epitaf – náhrobní nápis
- pásmo – báseň sestavená prostřednictvím montáže vytvořené na základě nekontrolovaného myšlenkového toku (volný sled pocitů, myšlenek, představ, tvůrcem Apollinaire …)
- kaligram – grafická báseň uspořádaná do obrazce.

### Lyricko-epické žánry
- balada – báseň s pochmurným dějem a tragickým koncem; motiv viny a trestu; lidová nebo umělá
- romance – báseň rozmarného rázu, konec šťastný
- poema – básnická povídka, obsahuje líčení událostí ze života jedince